# Steven De Petter
Steven De Petter (Aalst, 22 november 1985) is een voormalig Belgisch voetballer. De Petter was een verdediger, maar kon ook uitgespeeld worden op het middenveld. Zijn bijnaam is "De Pette".

## Carrière
De Petter begon zijn voetbalcarrière bij SK Terjoden-Welle. Op dertienjarige leeftijd ging hij naar de toenmalig tweedeklasser FC Denderleeuw. Hij doorliep er alle jeugdreeksen tot hij op zeventienjarige leeftijd bij de A-kern kwam. In dat eerste jaar speelde hij 11 wedstrijden als centrale verdediger. Het volgende seizoen groeide hij uit tot basisspeler en sindsdien was hij niet meer weg te denken uit het elftal van Denderleeuw. Twee jaar later degradeerde FC Denderleeuw naar Derde klasse, maar ondanks zijn groot talent bleef hij de club trouw.
Twee jaar later steeg FCV Dender EH, de fusieclub waarin FC Denderleeuw was opgegaan, terug naar Tweede klasse om onder impuls van Jean-Pierre Vande Velde onmiddellijk naar de hoogste afdeling te stijgen. Nadien werd De Petter aanvoerder en boegbeeld van het team.
Toen Dender in 2009 uit Eerste klasse degradeerde, trok De Petter KVC Westerlo. Hierbij speelde hij twee seizoenen, tot ook Westero naar Tweede klasse degradeerde. De Petter vond ditmaal onderdak bij KV Mechelen, waar hij vier seizoenen bleef. In 2016 maakte hij de overstap naar Sint-Truidense VV. In maart 2020 zette hij er vanwege een aanslepende enkelblessure een punt achter zijn spelerscarrière.
Enkele weken na zijn spelersafscheid haalde Club Brugge De Petter aan boord als jeugdcoördinator.

## Statistieken[3]
| Seizoen         | Club              | Competitie         | Competitie | Competitie | Play-offs | Play-offs | Beker | Beker | Totaal | Totaal |
| Seizoen         | Club              | Competitie         | Wed.       | Dlp.       | Wed.      | Dlp.      | Wed.  | Dlp.  | Wed.   | Dlp.   |
| --------------- | ----------------- | ------------------ | ---------- | ---------- | --------- | --------- | ----- | ----- | ------ | ------ |
| 2002/03         | FC Denderleeuw EH | Tweede klasse      | 7          | 0          | nvt       | nvt       | 0     | 0     | 7      | 0      |
| 2003/04         | FC Denderleeuw EH | Tweede klasse      | 21         | 1          | nvt       | nvt       | ?     | ?     | 21     | 1      |
| 2004/05         | FC Denderleeuw EH | Derde klasse       | 29         | 0          | nvt       | nvt       | 1     | 0     | 30     | 0      |
| 2005/06         | FC Denderleeuw EH | Derde klasse       | 28         | 5          | nvt       | nvt       | 1     | 0     | 29     | 5      |
| 2006/07         | FCV Dender EH     | Tweede klasse      | 32         | 5          | nvt       | nvt       | 2     | 0     | 32     | 5      |
| 2007/08         | FCV Dender EH     | Jupiler Pro League | 31         | 2          | nvt       | nvt       | 4     | 0     | 35     | 2      |
| 2008/09         | FCV Dender EH     | Jupiler Pro League | 16         | 1          | nvt       | nvt       | 0     | 0     | 16     | 1      |
| 2009/10         | KVC Westerlo      | Jupiler Pro League | 25         | 3          | 7         | 1         | 4     | 1     | 36     | 5      |
| 2010/11         | KVC Westerlo      | Jupiler Pro League | 24         | 4          | 6         | 1         | 5     | 1     | 35     | 6      |
| 2011/12         | KVC Westerlo      | Jupiler Pro League | 24         | 4          | 8         | 1         | 1     | 0     | 33     | 5      |
| 2012/13         | KV Mechelen       | Jupiler Pro League | 18         | 4          | 4         | 0         | 0     | 0     | 22     | 4      |
| 2013/14         | KV Mechelen       | Jupiler Pro League | 8          | 1          | 6         | 0         | 0     | 0     | 14     | 1      |
| 2014/15         | KV Mechelen       | Jupiler Pro League | 13         | 0          | 9         | 2         | 1     | 0     | 23     | 2      |
| 2015/16         | KV Mechelen       | Jupiler Pro League | 22         | 3          | 6         | 2         | 0     | 0     | 28     | 5      |
| 2016/17         | Sint-Truidense VV | Jupiler Pro League | 24         | 3          | 11        | 0         | 2     | 0     | 37     | 1      |
| 2017/18         | Sint-Truidense VV | Jupiler Pro League | 29         | 0          | 9         | 1         | 2     | 0     | 40     | 1      |
| 2018/19         | Sint-Truidense VV | Jupiler Pro League | 18         | 0          | 0         | 0         | 2     | 0     | 20     | 0      |
| 2019/20         | Sint-Truidense VV | Jupiler Pro League | 0          | 0          | nvt       | nvt       | 0     | 0     | 0      | 0      |
| Carrière totaal | Carrière totaal   | Carrière totaal    | 370        | 35         | 66        | 8         | 25    | 2     | 461    | 45     |